# نترات التيتانيوم
نترات التيتانيوم مركب كيميائي لاعضوي صيغته Ti(NO3)4، ويوجد على هيئة صلب أبيض.

## التحضير
يحضر المركب من تفاعل نترتة كلوريد التيتانيوم الرباعي باستخدام خماسي أكسيد ثنائي النتروجين، أو نترات الكلور:
TiCl4 + 4 N2O5 → Ti(NO3)4 + 4 ClNO2
يحصل على الأشكال المميهة من نترات التيتانيوم بإذابة أملاح التيتانيوم في حمض النتريك.

## الخواص
يوجد المركب في الشروط القياسية على هيئة صلب أبيض، وهو شديد الاسترطاب ويتحول إلى الأشكال المميهة منه. أما الشكل اللامائي فهو نشيط وشديد التفعالية، حتى تجاه الهيدروكربونات.